# Гардюс
Гардюс — река в России, протекает по территории Паданского сельского поселения Медвежьегорского района Республики Карелии. Длина реки — 14 км.

## Физико-географическая характеристика
Река в общей сложности имеет четыре малых притока суммарной длиной 14 км.
Впадает на высоте 124,1 м над уровнем моря в Железную губу Маслозера, из которого вытекает река Лазаревская, являющаяся притоком реки Воломы, впадающей в Сегозеро.
В устье Гардюса располагается деревня Маслозеро, через которую проходит дорога местного значения 86К-165 («Чёбино — Паданы — Шалговаара — Маслозеро»).
Код объекта в государственном водном реестре — 02020001112102000006064.